# Lev Aronson
Lev Aronson   (Mönchengladbach, 7 de febrer de 1912 - Dallas, 12 de novembre de 1988) va ser un violoncel·lista i professor de violoncel estatunidenc originari de l'Europa de l'Est.

## Biografia
Els pares d'Aronson, Zorach i Pessa, juntament amb el seu primer fill petit, s'havien traslladat a Alemanya el 1911 perquè Zorach pogués estudiar sastreria a la Fachhochschule (Escola de Moda) de Berlín. El fill petit de Zorach i Pessa va morir el 1911. Lev va néixer unes setmanes abans que el seu pare es gradués de la Fachhochschule. Unes tres setmanes després del naixement de Lev, la família va tornar a casa seva a Mitava, a la regió de Curlàndia, a l'Imperi Rus (actualment Jelgava, Letònia).
La germana d'Aronson, Gerda, va néixer el 1914, el mateix any en què va assassinar l'arxiduc Francesc Ferran d'Àustria i va començar la Primera Guerra Mundial. El govern rus, tement que els jueus de parla alemanya i Yiddish-jueu poguessin ser o esdevinguessin espies alemanys, va prendre mesures ràpidament. El 18 d'abril de 1915, la Rússia tsarista va emetre el Decret d'expulsió i molts jueus van ser traslladats per la força a l'interior de Rússia. Els Aronsons i molts altres jueus van ser deportats amb cotxes de bestiar a Voronezh, al sud-est de Moscou.
Aronson va escoltar per primera vegada el violoncel que tocava un nen d'un veí no jueu a Voronezh. Poc després, un familiar del costat de la seva mare, Nikolai Arnoff, que era violoncel·lista professional, va venir a Voronej per fer un concert i es va quedar amb la família Aronson. Va ensenyar a Lev a subjectar l'instrument i l'arc. El pare de Lev li va comprar un violoncel petit i va acordar amb un company immigrant, Aron Rafaelovitsch Rubinstein, perquè li donés les primeres lliçons de violoncel. Lev tenia set anys.
El 1920, a la família se li va permetre deixar Voronezh i van optar per traslladar-se a Riga, Letònia. Lev va anar a l'escola a Riga i va continuar estudiant violoncel. De jove, actuava ocasionalment amb l'orquestra en pel·lícules mudes. Aronson va estudiar violoncel amb Paul Berkowitz, un conegut metge i violoncel·lista a Riga.

## Entre les guerres mundials
Després de graduar-se de l'escola secundària als 16 anys, Aronson es va traslladar a Berlín per estudiar dret. Durant el seu primer semestre va conèixer un metge que era violoncel·lista amateur. El metge, després de sentir tocar Aronson, li va presentar Julius Klengel a Leipzig. Aronson va començar a estudiar violoncel amb Klengel i aviat va renunciar a la llei per centrar-se en la música. Després d'un any amb Klengel, Lev va començar els seus estudis amb Alfred von Glehn al Conservatori "Klindworth-Scharwenka" de Berlín. Quan von Glehn va morir, Gregor Piatigorsky es va fer càrrec de la seva classe. Piatigorsky es convertiria en el mentor i amic de tota la vida d'Aronson. Aronson va començar a actuar localment amb tres amics alemanys al Peters String Quartet el 1931.
El 1933, Adolf Hitler es va convertir en canceller d'Alemanya. La violència anti-jueva a Alemanya i a tot Europa augmentava. Aronson va decidir canviar el seu nom per Lev Arnoff, que semblava més rus que jueu en un intent d'escapar de l'atenció i continuar actuant. Aronson va trobar una patrona, la senyora Daliba Jones, a qui va conèixer a Florència a través del director d'orquestra nord-americà Vladimir Shavitch, i va començar a construir una carrera d'èxit a Europa com a solista. Va guanyar una competició a Rússia.
 Va fer diversos enregistraments per al segell "Bellacord Electro. El 1937 es va convertir en violoncel·lista principal de lOrquestra Filharmònica de Libau. A finals dels anys 30, Aronson també va començar a ensenyar violoncel a Riga, despertant una passió per l'educació que es quedaria amb ell la resta de la seva vida.

## L'Holocaust i les seves conseqüències
Les forces alemanyes van envair i van ocupar Riga el juny de 1941. Els violoncels d'Aronson van ser confiscats. Aronson va començar a treballar com a treballador eslau a la Gestapo. Els jueus van ser traslladats a un gueto a l'anomenat suburbi Moscou de Riga. Entre el 29 de novembre i el 8 de desembre de 1941, milers de jueus que vivien al gueto de Riga van ser traslladats al bosc de Rumbula, afusellats i enterrats en fosses comunes. Entre ells hi havia els pares d'Aronson.
Aronson va treballar al magatzem de roba, Ausekla, durant gran part del període comprès entre la invasió alemanya i el 1943. El 1943 es va establir formalment el sistema del camp de concentració de Riga-Kaiserwald. Molts jueus ja vivien i treballaven en camps de treball satèl·lit de la regió, que ara es considerava que formaven part del sistema Kaiserwald. El gueto de Riga es va liquidar, traslladant els jueus d'una situació horrible a una altra. La majoria dels jueus del ghetto o dels camps satèl·lits van passar breument per Kaiserwald en el seu camí cap a les tasques del sistema. Aronson va treballar al subcamp de Lenta i a la producció d'Ausekla.
A la tardor de 1944, els alemanys van fugir de Letònia per davant de l'avanç rus. Aronson i diversos jueus de Kaiserwald i els seus companys del subcamp, inclosa la seva germana, van ser deportats al camp de concentració de Stutthof. La germana d'Aronson va morir a Stutthof.
Des de Stutthof, Aronson va ser traslladat a Burggraben i va treballar a les drassanes de Danzig (ara Gdańsk). El 1945, els alemanys van tornar a moure els seus presoners jueus per davant de l'avanç Aliat. Aronson es trobava en un dels molts grups de jueus enviats a marxes de la mort durant els primers mesos de 1945. El seu grup va arribar a Gotentov (prop de Lauenberg), on van ser alliberats pels russos el 10 de març de 1945.
Aronson, juntament amb molts altres supervivents, va ser enviat a un camp soviètic de repatriació a Torun, Polònia. Aronson va aconseguir escapar i es va obrir camí amb l'ajut de la clandestinitat jueva a través de Polònia i Alemanya fins a la zona militaritzada nord-americana, on va passar gairebé dos anys esperant que se li permetés emigrar als Estats Units. Durant el seu vol, Aronson va conèixer la ballarina Nina Bukowska, i els dos es van enamorar i es van casar el 1947.
Alguns dels músics del gueto de Riga van sobreviure a la guerra als mateixos camps que Aronson; el tenor Gregor Shelkan era un d'ells. Després de la guerra, Aronson i Shelkan, en memòria dels morts a la guerra, van compondre diverses peces originals. Algunes d'aquestes composicions es van publicar al campament de les persones desplaçades de Schlachtensee, a la zona americana de Berlín.

## Estats Units
Aronson i Bukowska van emigrar als Estats Units el 1948. Va acceptar un contracte amb lOrquestra Simfònica de Dallas i es va traslladar a Texas. Aronson va exercir com a ajudant de violoncel·lista principal a la Dallas Symphony la temporada 1948-1949 i després com a director fins al 1967. Aronson va ensenyar violoncel a la "Universitat Baylor" de Waco, Texas, des del 1967 fins al 1980. El 1980, Aronson va començar a ensenyar a la "Southern Methodist University". Als anys setanta, Aronson va col·laborar amb el violoncel·lista i compositor croat, Rudolf Matz, produint l'obra de dos volums, El violoncel·lista complet.
Bukowska i Aronson es van traslladar junts a Dallas, però més tard es van divorciar. Aronson es va casar amb Deane Wright el 1959 i posteriorment es va divorciar. Es va casar amb Harriet Snodgrass, companya de violoncel·lista i antiga alumne, el 1979.
Lev Aronson va morir a Dallas. El 1990 va ser guardonat a títol pòstum amb el Chevalier du violoncello per la Fundació Janzer.

## Impacte com a professor de violoncel
Tot i que fou un artista amb talent, Lev Aronson és potser més conegut com a professor influent del violoncel. Durant el seu mandat a la Dallas Symphony, va ensenyar a diversos estudiants privats de violoncel. Després de retirar-se de l'orquestra, va dedicar més temps a la docència, de manera privada i a les seves cites universitàries. Va fundar i dirigir Dal-Hi Chamber Players, un grup de músics joves que van actuar als Estats Units i a l'estranger als anys setanta. Va ensenyar i jutjar en nombrosos festivals de música, tallers i concursos. Fins i tot va impartir un curs per al programa de formació contínua de la Southern Methodist University, que va introduir els adults a la música d'art occidental.
Entre els estudiants d'Aronson hi ha: 
| - Lynn Harrell, - Ralph Kirshbaum, - Kristi Curb, - Brian Thornton, - John Mark Sharp, - Adron Ming, - Brook Pearce, - James R. Denton, - Christopher Adkins, - Laurie Arnold, | - Alicia Randisi-Hooker, - Karen Terbeek, - Carol Haski, - Philip Taggart, - Kevin Dvorak, - Richard Pope, - Jonathan Reimer, - Rebecca Young, - Mitch Maxwell. |